# Cabernet Mitos

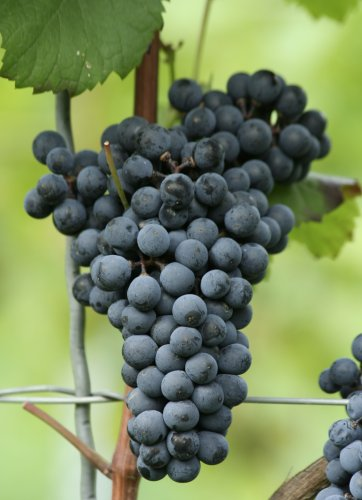
Cabernet Mitos

De Cabernet Mitos is een Duitse blauwe druivensoort, dat geschikt is om in blends te gebruiken. Er zijn van dit ras twee synoniemen : WE 70-77-4F en WEINSBERG 70-77-4F.

## Geschiedenis
In 1970 werd dit ras ontwikkeld in het Staatliche Lehr- und Versuchsanstalt für Wein- und Obstbau Weinsberg  in Baden-Württemberg, (Duitsland). Het is een kruising tussen de Franse druif Cabernet Sauvignon en de Oostenrijkse druivensoort Blaufränkisch. Hierdoor is het een broertje/zusje van de Cabernet Cubin. Pas in 2010 werd deze druif ingeschreven in het Duitse variëteiten-register.

## Kenmerken
Het is een zeer sterke groeier, die teruggesnoeid moet worden om enig resultaat te bereiken. Dit ras is gevoelig voor nachtvorst in het najaar, omdat het pas zeer laat geoogst kan worden. De zuurgraad is maar matig, maar aan de andere kant is het suikergehalte weer zeer hoog te noemen. De kleur is diep donkerrood en ook het tanninegehalte is hoog. De combinatie van eigenschappen van deze soort maakt het ideaal om gebruikt te worden in blends met andere druiven die één of meerdere kenmerken mist.

## Gebieden
In 2011 was er ruim 320 hectare aangeplant, voornamelijk in Rijn-Hessen, Baden en in de Pfalz. Ook in Zwitserland komt dit ras mondjesmaat voor.